# Martinborough
Martinborough ist eine kleine Stadt im South Wairarapa District der Region Wellington auf der Nordinsel von Neuseeland. Sie ist Sitz des South Wairarapa District Council.

## Geographie
Martinborough befindet sich rund 16 km südöstlich von Featherston und rund 15 km südlich von Greytown am Ruamahanga River. Der Lake Wairarapa liegt rund 15 km westlich der Stadt.

## Geschichte
Als Stadtgründer wird John Martin angesehen, der die ersten Straßen im 19. Jahrhundert im Muster des Union Jack anlegte. Viele Straßen der Stadt sind nach Städten im Ausland benannt, die von Martin besucht wurden. Vor der Gründung der Stadt war die Region als Waihenga bekannt. In der Stadt können noch heute Beispiele der Kolonialarchitektur besichtigt werden, beispielsweise das 1892 erbaute Peppers Martinborough Hotel.
Vor der Expansion des Weinbaues in und um die Stadt war sie hauptsächlich ein ländliches Dienstleistungszentrum für die umliegenden Farmen.

## Bevölkerung
Zum Zensus des Jahres 2013 zählte der Ort 1470 Einwohner, 10,6 % mehr als zur Volkszählung im Jahr 2006.

## Weinbau
Martinborough hat heute eine große Zahl von Weingütern, die hauptsächlich Spätburgunder anbauen. Die Gegend um Martinborough besitzt ein warmes Mikroklima und in Ost-West-Richtung ausgerichtete Hügel. Nahezu alle Weingüter liegen auf schmalen Streifen um die Nord- und Ostseite der Stadt sowie am Dry River im Süden der Stadt. Sie alle folgen ausgetrockneten Flussbetten, die einen für den Weinbau geeigneten Boden haben. Neben dem Weinbau ist in der Region die Rinder- und Schafzucht sowie dem Anbau von Oliven, Lavendel und Nüssen anzutreffen. Auch der Tourismus ist ein wichtiger Wirtschaftsfaktor des Ortes.

## Bildungswesen
Martinborough hat eine Grundschule, Martinborough Primary School, als weiterführende Schule dient das Kuranui College im Nachbarort Greytown.

## Persönlichkeiten
- Gillian Weir (* 1941), Organistin und Cembalistin